# Kfz-Kennzeichen (Slowenien)

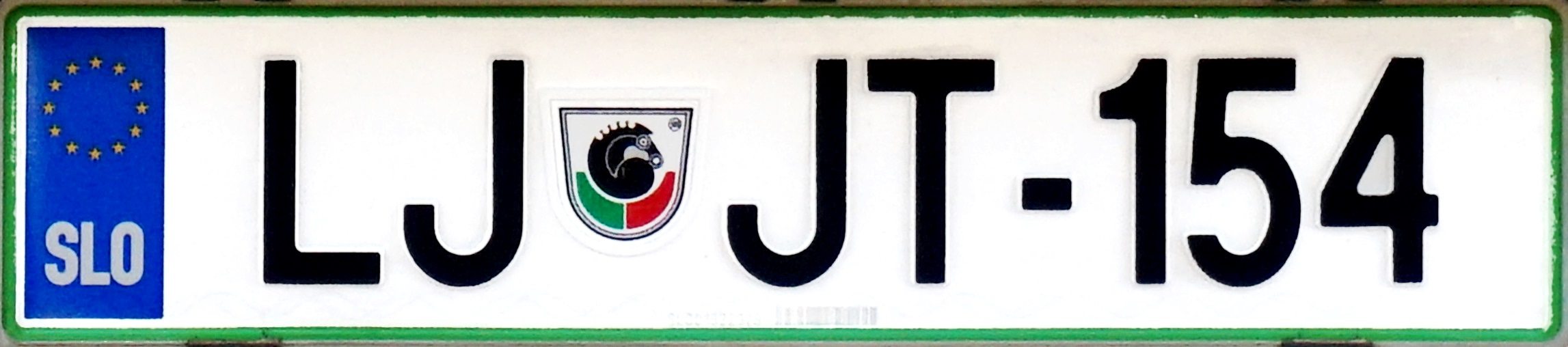
Aktuelles Kfz-Kennzeichen seit Juni 2008

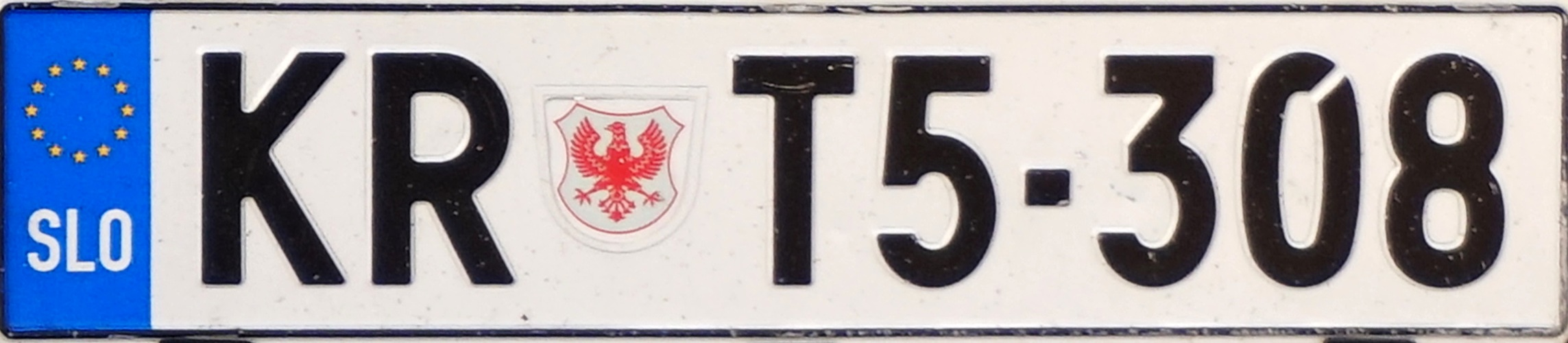
Slowenisches Kfz-Kennzeichen zwischen 1. Mai 2004 und 29. Juni 2008

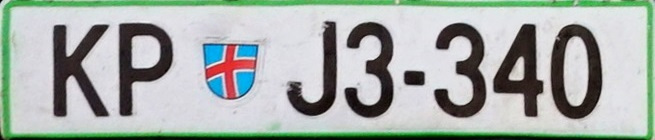
Slowenisches Kfz-Kennzeichen vor dem 1. Mai 2004

Slowenische Kfz-Kennzeichen wurden 1992 und damit ein Jahr nach der Abspaltung von Jugoslawien eingeführt.

## Gestaltung
Die Nummernschilder bestehen, von links nach rechts, aus zwei Buchstaben, die den Bezirk angeben, dem Gemeindewappen und einem Block aus Ziffern und Buchstaben mit einem Bindestrich. Bis zum Beitritt Sloweniens zur Europäischen Union am 1. Mai 2004 hatten die Schilder einen grünen Rahmen. 2004 wurde am linken Rand ein blauer Balken mit den zwölf europäischen Sternen und der Länderkennung SLO hinzugefügt. Gleichzeitig wurde die Schriftart verändert. Seit 2009 werden die Kennzeichen Sloweniens wieder mit grüner anstatt schwarzer Umrahmung, die seit der Einführung der EU-Kennzeichen gültig waren, ausgegeben.

### Wunschkennzeichen

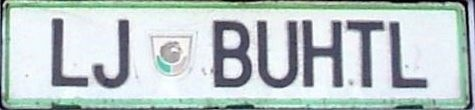
Slowenisches Wunschkennzeichen
ausgegeben vor dem 1. Mai 2004

Gegen einen Aufpreis sind in Slowenien Wunschkennzeichen verfügbar, bei denen die Kombination nach dem Wappen frei gewählt werden kann.

## Kennzeichentypen

### Zweiräder

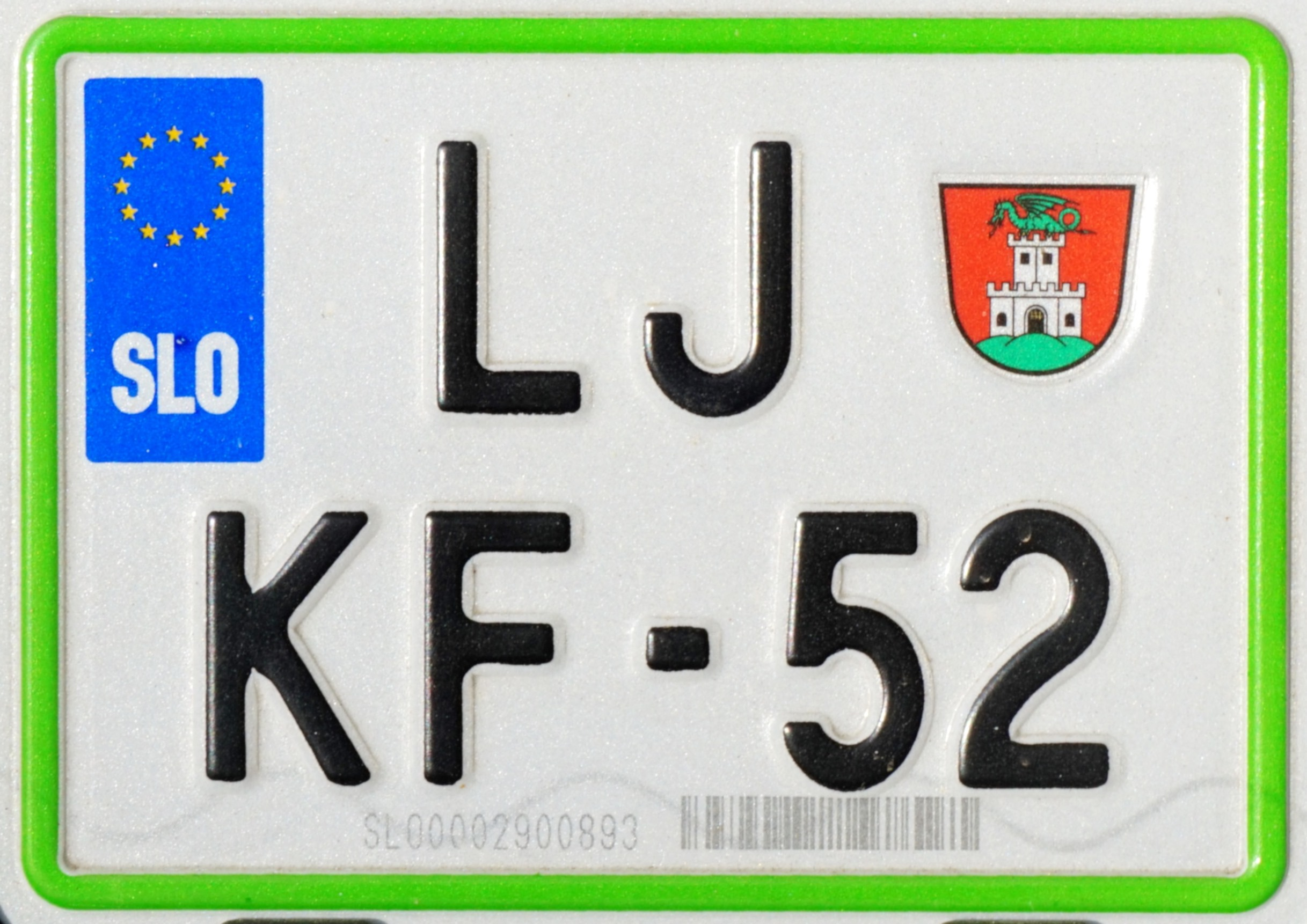
Zweirad-Kennzeichen

Motorräder besitzen zweizeilige Schilder, die in ihrem Aussehen den normalen Kennzeichen gleichen. Für Mopeds werden gelbe, dreizeilige Nummernschilder verwendet. Sie zeigen in der linken oberen Ecke den EU-Balken, dann das Bezirkskürzel und das Wappen der Gemeinde. In Zeile zwei und drei folgt eine Buchstaben-Zahlen-Kombination.

### Anhänger

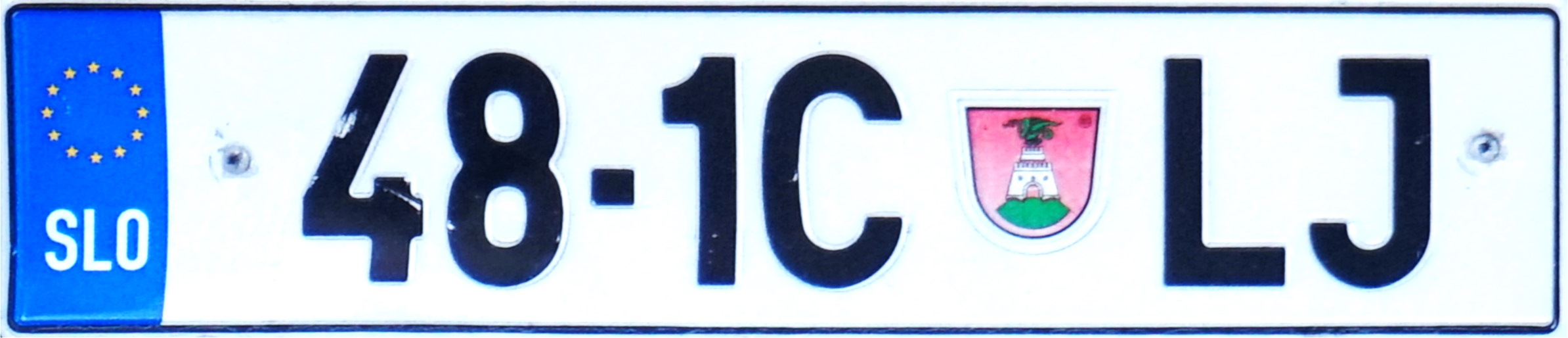
Anhänger-Kennzeichen

Anhänger erhalten die gleichen Nummernschilder wie Pkw. Bis 2008 war die Reihenfolge der Einheiten genau umgekehrt. Sie begannen mit der Buchstaben-Zahlen-Kombination und endeten nach dem Wappen mit dem Bezirkskürzel. Die Umkehrung der Kombination bei den Hängerkennzeichen wurde aus dem jugoslawischen Kennzeichensystem übernommen und ist nur noch bei serbischen Kfz-Kennzeichen zu finden.

### Kennzeichen für landwirtschaftliche Fahrzeuge
Landwirtschaftliche Fahrzeuge tragen Nummernschilder mit weißer Aufschrift auf dunkelgrünem Hintergrund.

### Temporäre Kennzeichen

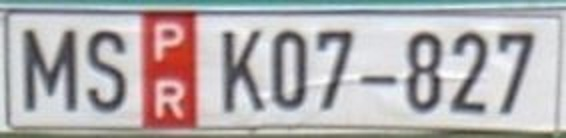
Temporäres Kennzeichen aus Murska Sobota, 2006

Befristete Nummernschilder gleichen den gewöhnlichen Kennzeichen und zeigen zusätzlich am rechten Rand eine Jahresangabe durch zwei übereinander gestellte Ziffern. Bis 2004 wiesen sie einen hellgrünen Hintergrund auf.

### Probekennzeichen

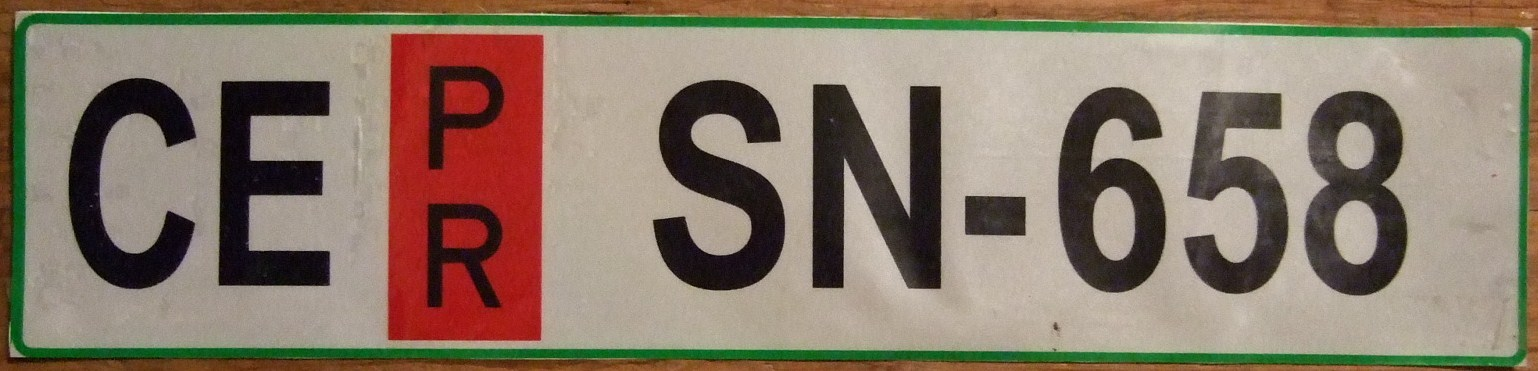
Probekennzeichen

Testkennzeichen zeigen entweder das Wort PREIZKUŠNJA über der Schrift oder die Buchstaben PR innerhalb eines vertikalen roten Balkens.

### Exportkennzeichen

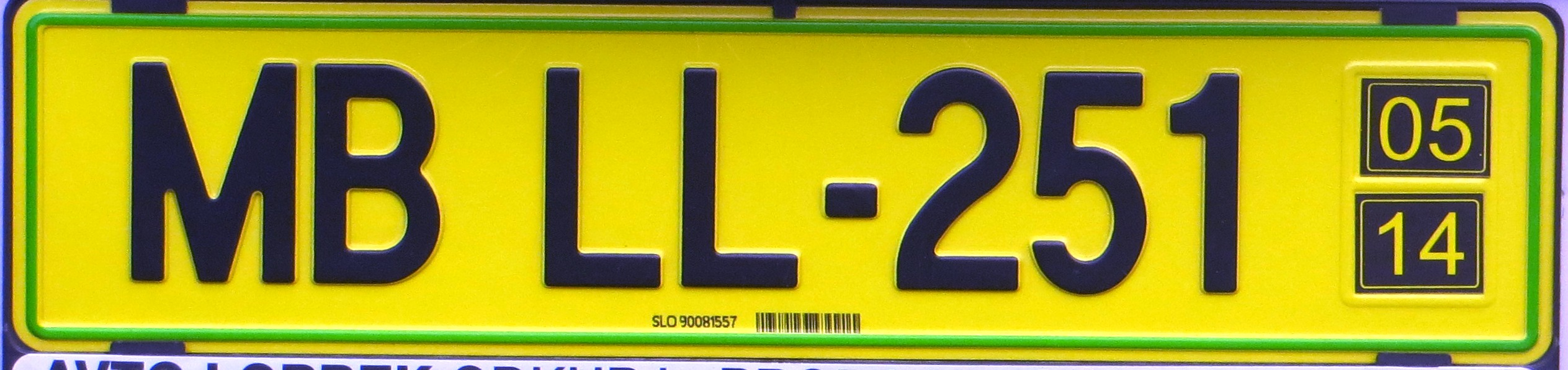
Exportkennzeichen seit 2008

Fahrzeuge, die aus Slowenien exportiert werden sollen, erhalten gelbe Kennzeichen. Sie zeigen am rechten Rand zwei schwarze Felder mit Angabe von Monat und Jahr der Gültigkeit. Bis 2008 wurde für diese Schilder rote Schrift verwendet.

### Polizeikennzeichen

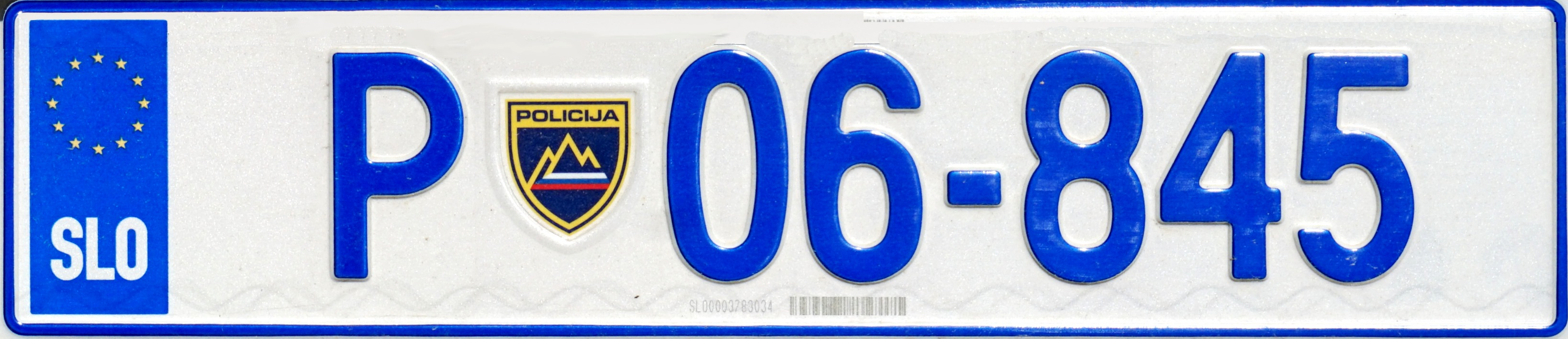
Polizeikennzeichen

Kennzeichen der slowenischen Polizei zeigen blaue Schrift und beginnen mit dem Buchstaben P. Es folgen das Wappen der slowenischen Polizei sowie fünf Ziffern in zwei Gruppen.

### Diplomatenkennzeichen

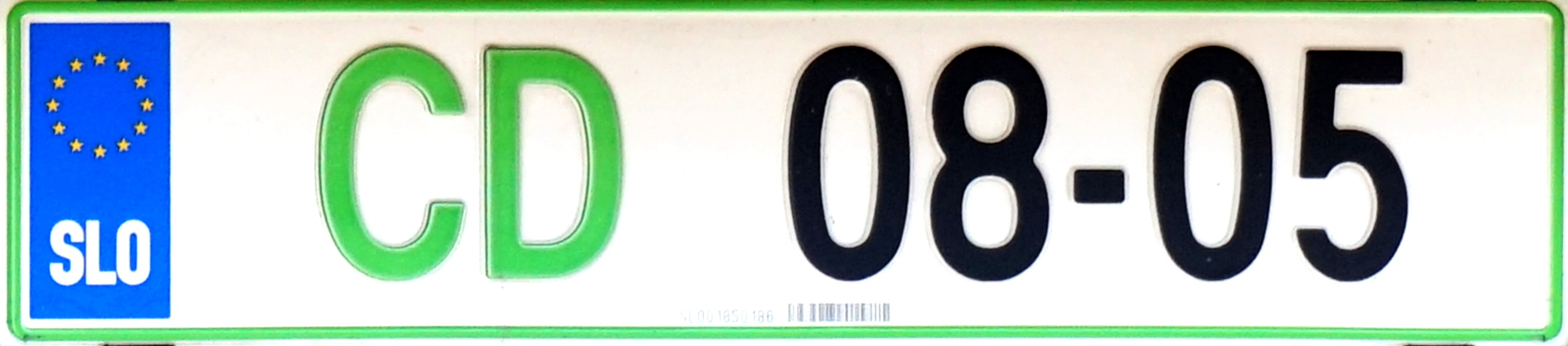
Diplomatenkennzeichen

Diplomatenkennzeichen beginnen mit den grünen Buchstaben CMD für einen Botschafter, CD für Diplomaten allgemein, CC für Konsuln oder M für Botschaftsangehörige ohne diplomatischen Status. Es folgt eine zweistellige schwarze Ziffer, die das Herkunftsland angibt, gefolgt von weiteren Unterscheidungsziffern.
Nach der Unabhängigkeit ähnelten die Diplomatenschilder noch jenen Jugoslawiens. Sie waren schwarz mit gelber Aufschrift. Zu Beginn erschien das Bezirkskürzel, gefolgt von zwei Ziffern zur Verschlüsselung des Herkunftslandes. Ein Buchstabe gab daraufhin den Status des Fahrzeugs an. Nach einer Seriennummer erschien das Gültigkeitsjahr übereinander geschrieben. Diese schwarzen Schilder wurden 1996 durch orangefarbene ersetzt, bis schließlich 2000 die aktuellen Kennzeichen ausgegeben wurden.

### Militärkennzeichen

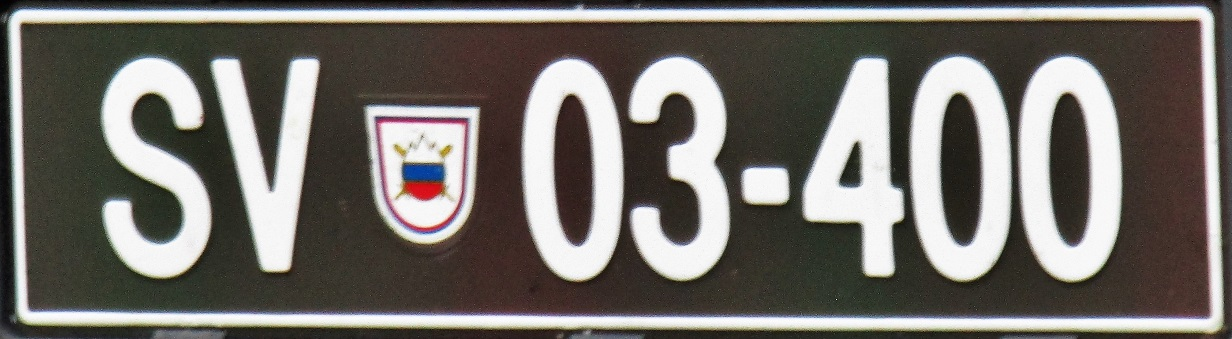
Militärkennzeichen

Kennzeichen der slowenischen Streitkräfte zeigen einen schwarzen Hintergrund und beginnen mit den Buchstaben SV für slowen. Slovenska Vojska (dt. Slowenische Armee). Es folgen das Wappen der Armee und eine zweistellige Zahl, an der sich die Herkunft ablesen lässt. Das Schild endet mit einer Zahlenkombination. Nach dem gleichen Muster wurden bis 1997 auch Kennzeichen mit dem Kürzel TO für Teritorialna obramba (Territorialverteidigung) genutzt.

## Bezirkskürzel

Regionale Zuordnung der Bezirkskürzel

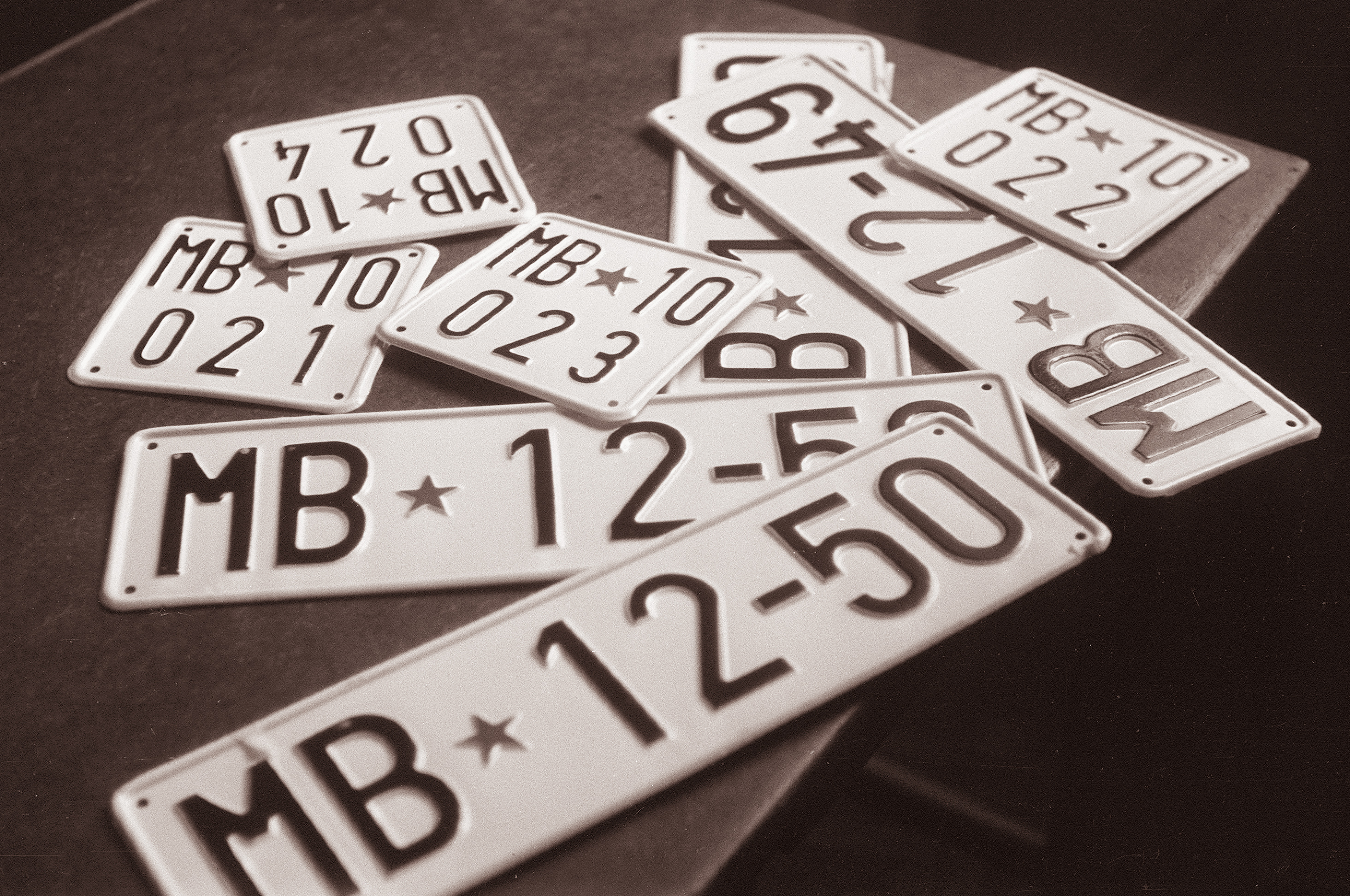
Jugoslawische Schilder aus dem Jahr 1961 mit dem Kürzel MB für Maribor

Die Bezirkskürzel (mit den deutschen Namen sowie den anerkannten Minderheitennamen in Klammern) sind:
- CE Celje (Cilli)
- GO Nova Gorica (Neu-Görz, ital. Nuova Gorizia)
- KK Krško (Gurkfeld)
- KP Koper (Gafers, ital. Capodistria, kroat. Kopar)
- KR Kranj (Krainburg)
- LJ  Ljubljana (Laibach)
- MB Maribor (Marburg an der Drau)
- MS Murska Sobota (Olsnitz, ungar. Muraszombat)
- NM Novo mesto (Rudolfswerth)
- PO Postojna (Adelsberg, ital. Postumia)
- SG Slovenj Gradec (Windischgrätz)

Dieses System wurde noch aus jugoslawischer Zeit übernommen, wobei diese (ursprünglich sogar noch aus der altösterreichischen Zeit stammenden) Bezirke seit der Unabhängigkeit Sloweniens aus verwaltungstechnischer Sicht eigentlich nicht mehr existieren und nur mehr auf den Kfz-Kennzeichen und bei der regionalen Kommandostruktur der slowenischen Polizei weiterleben.
Für Militärkennzeichen gelten folgende Zuordnungen:
- 01 – Ljubljana
- 02 – Maribor
- 03 – Novo Mesto
- 04 – Murska Sobota
- 05 – Kranj
- 06 – Postojna
- 07 – Koper